# Ángeles S.A.
Ángeles S.A. è il quarto album in studio di María Isabel pubblicato il 27 novembre 2007 contenente 12 brani di cui 3 strumentali.

## Il Disco
Il disco riesce a essere venduto per 100 000 copie, inoltre il disco contiene tutti i brani dell'omonimo film di cui María Isabel è interprete. Dall'album sono stati estratti ben 5 singoli: 
- Mis Ojos Caramelo
- Angelitos buenos
- Cuando no estás
- En este estante
- El mundo al revés.

## Tracce
1. Mis ojos caramelo – 3:13
2. Angelitos buenos – 2:51
3. En este estante – 3:19
4. El mundo al revés – 3:28
5. Cuando no estás – 4:59
6. Entre montañas – 3:37
7. Baila a mi vera – 3:53
8. Dime porqué – 3:42
9. Angelitos – 3:07
10. Cuando no estás (strumentale) – 4:59
11. El mundo al revés (strumentale) – 3:28
12. Angelitos buenos (strumentale) – 2:49